# Personenbeschreibung (Fernsehsendung)

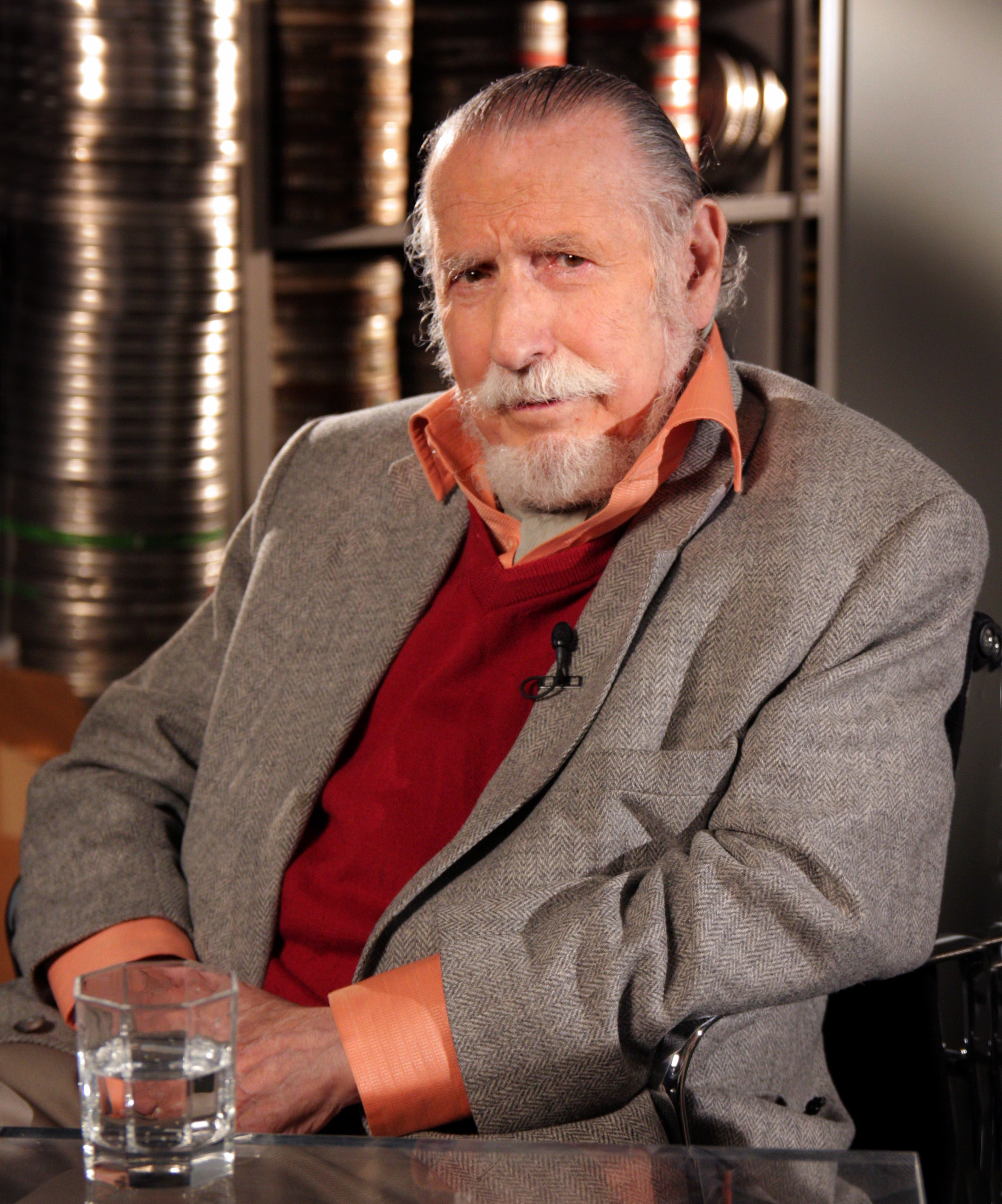
Georg Stefan Troller (2011)

Personenbeschreibung war eine Dokumentarfilmreihe des ZDF, in der der Journalist und Dokumentarfilmer Georg Stefan Troller mehr oder weniger prominente Menschen, zumeist Künstler, porträtierte und interviewte. Troller war bei allen Episoden der Drehbuchautor und Regisseur. Seine subjektive Befragungsweise wurde für viele Journalisten, Dokumentarfilmer und Moderatoren von Talkshows zum Vorbild. Es entstanden von 1972 bis 1993 insgesamt 70 Filme der Reihe. Troller arbeitete hierbei besonders eng mit dem Kameramann Carl-Franz Hutterer und der Schnittmeisterin Elfi Kreiter zusammen, deren Virtuosität die Filme mitprägte. Die Spieldauer der einzelnen Episoden liegt zwischen rund 30 und 45 Minuten. Die Reihe Personenbeschreibung war keiner festen Redaktion zugeordnet und hatte keinen festen Sendeplatz; die Filme liefen sowohl am Vorabend wie auch im Spätprogramm.
Die erste Episode Dory Previn – Ein Leben in Hollywood, über die Ex-Frau von André Previn, wurde am 3. April 1972 ausgestrahlt. Zunächst sollte der Film Reverend Williams – Gottes Showman in San Francisco über den Hippie-Pastor Cecil Williams gesendet werden. Der Film wurde aber zurückgezogen, da, so Troller, es Szenen gab, die zeigten, dass auch Querschnittgelähmte zur körperlichen Liebe fähig seien. Er lief einen Monat später.

## Episodenliste
| Nr. | Sendedatum    | Titel                                                           | Länge      |
| --- | ------------- | --------------------------------------------------------------- | ---------- |
| 1.  | 3. Apr. 1972  | Dory Previn – Ein Leben in Hollywood                            | 28:54 Min. |
| 2.  | 14. Mai 1972  | Reverend Williams – Gottes Showman in San Francisco             | 28:32 Min. |
| 3.  | 2. Juli 1972  | Seán Mac Stíofáin – Tödliche Träume in Irland                   | 29:17 Min. |
| 4.  | 27. Aug. 1972 | Robert Crumb – Comics und Katerideen                            | 28:36 Min. |
| 5.  | 15. Okt. 1972 | Jakov Lind – Der Außenseiter im inneren Exil                    | 28:58 Min. |
| 6.  | 26. Dez. 1972 | Das Volk von Texas gegen Romeo Alegria                          | 28:43 Min. |
| 7.  | 22. Apr. 1973 | Dr. William J. Bryan – Der Seelenwäscher von Beverly Hills      | 28:48 Min. |
| 8.  | 20. Mai 1973  | Jean Claude Dessy-Dreyfus – Szenen aus dem Zwischenreich        | 31:13 Min. |
| 9.  | 22. Juli 1973 | Melina Mercouri – Das Land der Griechen mit der Seele suchend   | 30:24 Min. |
| 10. | 2. Dez. 1973  | Uri Avnery – Ein Antizionist in Zion                            | 29:30 Min. |
| 11. | 27. Jan. 1974 | Muhammad Ali – Der lange Weg zurück                             | 29:26 Min. |
| 12. | 24. Feb. 1974 | Surabhi Patel – Nachdenken über Auroville                       | 29:24 Min. |
| 13. | 25. Aug. 1974 | Richard Bach – Vogelflug und die Länder der Sterne              | 28:24 Min. |
| 14. | 3. Nov. 1974  | Russell Means – Tomahawk und Onkel Tom                          | 28:49 Min. |
| 15. | 1. Jan. 1975  | Eugene Smith – Wer weint warum in Minamata                      | 28:52 Min. |
| 16. | 23. Feb. 1975 | Jesse Takamiyama – Mythen, Muskeln und Moneten                  | 29:52 Min. |
| 17. | 1. Juni 1975  | Peter Handke in Paris                                           | 29:48 Min. |
| 18. | 21. Sep. 1975 | Marcel Bleustein-Blanchet – Ganz oben in Paris                  | 29:31 Min. |
| 19. | 14. Dez. 1975 | Roberto Rosselini – Ein Mensch wie jeder andere                 | 29:15 Min. |
| 20. | 22. Feb. 1976 | Claude Dillon – Verloren in Amerika                             | 38:55 Min. |
| 21. | 30. Mai 1976  | Bob Graham und Big Jim – Gewalt ist so amerikanisch wie Eiskrem | 32:47 Min. |
| 22. | 5. Sep. 1976  | Abie Nathan – Zwischen Shalom und Salaam                        | 30:46 Min. |
| 23. | 28. Nov. 1976 | Jean Vanier, Josianne, Isabelle und die andern                  | 36:20 Min. |
| 24. | 25. Dez. 1976 | Liv Ullmann – Liv heißt Leben                                   | 29:29 Min. |
| 25. | 20. Feb. 1977 | Ron Kovic – Warum verschwindest du nicht?                       | 30:41 Min. |
| 26. | 11. Apr. 1977 | Kitty O’Neil – Taub an der Schallmauer                          | 30:24 Min. |
| 27. | 29. Mai 1977  | Annäherung an Thomas Brasch                                     | 30:06 Min. |
| 28. | 21. Aug. 1977 | Lindsay Kemp und David Haughton – Ein Liebespaar                | 34:01 Min. |
| 29. | 16. Okt. 1977 | Jimmy Reid – Der Mann, der Glasgow gemacht hat                  | 28:24 Min. |
| 30. | 19. Feb. 1978 | Arlo Guthrie – Wo sind all' die Blumenkinder hin?               | 28:01 Min. |
| 31. | 30. Apr. 1978 | Harry Crews – Der Süden bleibt unverweht                        | 29:21 Min. |
| 32. | 15. Mai 1978  | Jan Morris – Lieber Gott, laß mich ein Mädchen sein             | 30:26 Min. |
| 33. | 26. Dez. 1978 | Peter Beard – Das Ende der Wildnis                              | 27:46 Min. |
| 34. | 25. März 1979 | Zouc – Die Geschichte eines dicken Mädchens                     | 29:09 Min. |
| 35. | 3. Juni 1979  | Gordon Parks – Schwarz ist nicht schön, sondern wie alle andern | 28:23 Min. |
| 36. | 1. Juli 1979  | Guy Gilbert – Paris wo es keine Messe wert ist                  | 28:53 Min. |
| 37. | 6. Jan. 1980  | Samuel Pisar – Erinnerung für die Zukunft                       | 29:55 Min. |
| 38. | 6. Juli 1980  | Gonzague Saint-Bris – Ein Dandy in Paris                        | 29:09 Min. |
| 39. | 25. Dez. 1980 | Edmond Kaiser – Tropfen auf den heißen Stein                    | 34:30 Min. |
| 40. | 18. Jan. 1981 | Satprem – Der Weg nach innen                                    | 34:57 Min. |
| 41. | 11. Juni 1981 | Don King boxt sich durch                                        | 29:20 Min. |
| 42. | 7. Juli 1981  | Begegnung im Knast                                              | 43:48 Min. |
| 43. | 7. Okt. 1981  | Pasquale Buesca – Bericht aus der Barbarei                      | 42:55 Min. |
| 44. | 28. Feb. 1982 | Padraic Fiacc – Poet in Belfast                                 | 29:03 Min. |
| 45. | 15. Juli 1982 | Charles Bukowski – Porträt des Künstlers als alter Hund         | 29:04 Min. |
| 46. | 29. Aug. 1982 | Bullenreiter – Die längsten 8 Sekunden der Welt                 | 44:43 Min. |
| 47. | 28. Aug. 1983 | Bill Irwin – Vom Clown, der fliegen wollte                      | 29:44 Min. |
| 48. | 2. Nov. 1983  | Russ Meyer – Sex, Gewalt und Autos                              | 29:42 Min. |
| 49. | 30. Nov. 1983 | John Lilly – Delphine und Denkmodelle                           | 29:31 Min. |
| 50. | 23. Jan. 1984 | Raimund Hoghe – Stärke aus Schwäche                             | 40:16 Min. |
| 51. | 6. Sep. 1984  | Breyten Breytenbach – Ein Mensch fällt aus Südafrika            | 43:15 Min. |
| 52. | 9. Sep. 1985  | Leonard Cohen – Halleluja in Moll                               | 30:14 Min. |
| 53. | 6. Jan. 1986  | Albert Race Sample – Überleben in Texas                         | 32:03 Min. |
| 54. | 18. März 1986 | Tayeb Saddiki – Ein Mime aus Marokko                            | 29:17 Min. |
| 55. | 4. Juni 1986  | Studs Terkel – Ein Fußgänger in Chicago                         | 30:02 Min. |
| 56. | 25. Aug. 1986 | Hugues de Montalembert – Licht im Dunkel                        | 29:58 Min. |
| 57. | 13. Juli 1987 | Simcha Holzberg – Simcha heißt Freude                           | 30:50 Min. |
| 58. | 4. Jan. 1988  | James Randi – Der Hexer und die Scharlatane                     | 30:42 Min. |
| 59. | 7. März 1988  | Art Spiegelman – Von Katzen und Mäusen                          | 44:57 Min. |
| 60. | 21. Juli 1988 | George Baldwin – Ich bin nur Diener der Ärmsten                 | 29:43 Min. |
| 61. | 22. Aug. 1988 | Howard Buten – Drei Gesichter eines Clowns                      | 30:38 Min. |
| 62. | 26. März 1990 | Dr. Joe Kramer – Landarzt im Slum                               | 31:57 Min. |
| 63. | 9. Apr. 1990  | Laurens van der Post – Lebensabend des Abenteurers              | 28:49 Min. |
| 64. | 23. Apr. 1990 | Felix Mitterer – Ein Platz für Idioten                          | 44:35 Min. |
| 65. | 3. Sep. 1990  | Richard Golub – Gift und Galle in Manhattan                     | 30:00 Min. |
| 66. | 21. Jan. 1991 | Olivier de Kersauson – Seewolf auf Solofahrt                    | 29:56 Min. |
| 67. | 9. Sep. 1991  | Harold Brodkey – Das Leben ein Buch                             | 31:06 Min. |
| 68. | 21. Juni 1992 | Versuch über Peter Handke                                       | 30:23 Min. |
| 69. | 7. März 1993  | Niklas Frank – Der Sohn des Mörders                             | 30:07 Min. |
| 70. | 2. Nov. 1993  | John Callahan – Lach wenn Du kannst                             | 28:35 Min. |

## Auszeichnungen
- 1973: Adolf-Grimme-Preise in Silber für Georg Stefan Troller und Kameramann Carl-Franz Hutterer für Seán Mac Stíofáin – Tödliche Träume in Irland
- 1981: Goldener Gong für Georg Stefan Troller und sein Team für Begegnung im Knast
- 1994: Telestar für Georg Stefan Troller für die Beste Dokumentation John Callahan – Lach wenn Du kannst